# Osage megye (Oklahoma)
Osage megye az Amerikai Egyesült Államokban, azon belül Oklahoma államban található. Megyeszékhelye és legnagyobb városa Pawhuska. Lakosainak száma 45 818 fő (2020. április 1.). Osage megye Chautauqua, Pawnee, Washington, Tulsa, Cowley, Kay és Noble megyékkel határos.

## Népesség
A megye népességének változása:
| Lakosok száma | 47 440 | 48 180 | 47 948 | 47 987 | 47 887 | 45 818 |
|               | 2010   | 2011   | 2012   | 2013   | 2015   | 2020   |